# 燕子山街道
燕子山街道，是中华人民共和国山西省大同市云冈区下辖的一个乡镇级行政单位。2021年3月，撤销燕子山街道，原燕子山街道的行政区域为云燕街道的行政区域。

## 行政区划
燕子山街道下辖以下地区：
燕华里社区、燕北里社区和燕新里社区。